# Callippo di Cizico
Callippo di Cizico (in greco antico: Κάλλιππος ὁ Κυζικηνός?, Kállippos ho Kyzikēnós; Cizico, 370 a.C. circa – 300 a.C. circa) è stato un astronomo greco antico.

## Biografia
Nato a Cizico, probabilmente intorno al 370 a.C., fu allievo di Polemarco di Cizico, che a sua volta era stato allievo di Eudosso di Cnido.
Seguì il maestro Polemarco ad Atene, dove conobbe Aristotele e collaborò con lui. Nel 330 a.C. doveva essere attivo perché in quella data inizia il primo ciclo callippico (vedi più avanti).
Morì probabilmente intorno al 300 a.C.

## Anomalia solare, calendario e ciclo callippico
Callippo misurò con cura le differenti durate delle stagioni (definite come gli intervalli compresi tra un equinozio e un solstizio o viceversa), ottenendo dati accurati che sono riportati nel cosiddetto papiro di Eudosso. Misurò anche con precisione la durata dell'anno e del mese lunare medio, proponendo l'uso di un ciclo di 76 anni, ciascuno costituito di 365,25 giorni, per un totale di 27759 giorni, come buona approssimazione di un multiplo comune di giorno, mese lunare e anno tropico.
Secondo Callippo tale ciclo (che fu detto ciclo callippico) poteva considerarsi costituito esattamente da 940 mesi lunari. Il mese lunare medio, infatti, è di circa 29,53059 giorni (29 giorni, 12 ore, 44 minuti e 2.9 secondi). 940 mesi corrispondono quindi a 27758,754 giorni: l'errore del ciclo callippico è pari a 0,246 giorni (circa 5 ore e 55 minuti) sulla durata dell'intero ciclo, o 23 secondi al mese.
L'errore dell'anno giuliano (la cui durata è 1/76 di un ciclo callippico) rispetto all'anno solare medio (365,2422 giorni, cioè 365 giorni, 5 ore, 48 minuti e 46 secondi) è di 11 minuti e 14 secondi. Una migliore approssimazione si otterrebbe se si dividesse per 76 la durata di 940 lunazioni: in tale caso l'errore risulterebbe di solo 4 minuti e 32 secondi all'anno.

## Modifiche al sistema di Eudosso delle sfere concentriche
Il principale contributo di Callippo all'astronomia consistette in una modifica del sistema delle sfere omocentriche introdotto dal suo caposcuola Eudosso. Sappiamo da Aristotele e Simplicio che egli aggiunse altre sfere al sistema: precisamente altre due per ciascun astro nel caso del Sole e della Luna ed una sfera per ciascuno dei pianeti Mercurio, Venere e Marte.
Simplicio dice esplicitamente che le sfere aggiunte nel caso del Sole e della Luna avevano lo scopo di rendere conto dell'anomalia (ossia delle variazioni di velocità angolare rese evidenti, nel caso del Sole, dalla diversa durata delle stagioni). Le testimonianze che abbiamo sono però confuse e oscure sull'algoritmo effettivamente introdotto.
Una ingegnosa ricostruzione del sistema astronomico di Callippo fu fornita da Giovanni Schiaparelli. In particolare le due sfere aggiunte nel caso del Sole e della Luna avrebbero reso la traiettoria dei due astri un ippopede, ossia una particolare curva a forma di otto. Questa ricostruzione è rimasta un punto di riferimento per gli studi storici successivi.